# Roslagsbanan

Lijnennet

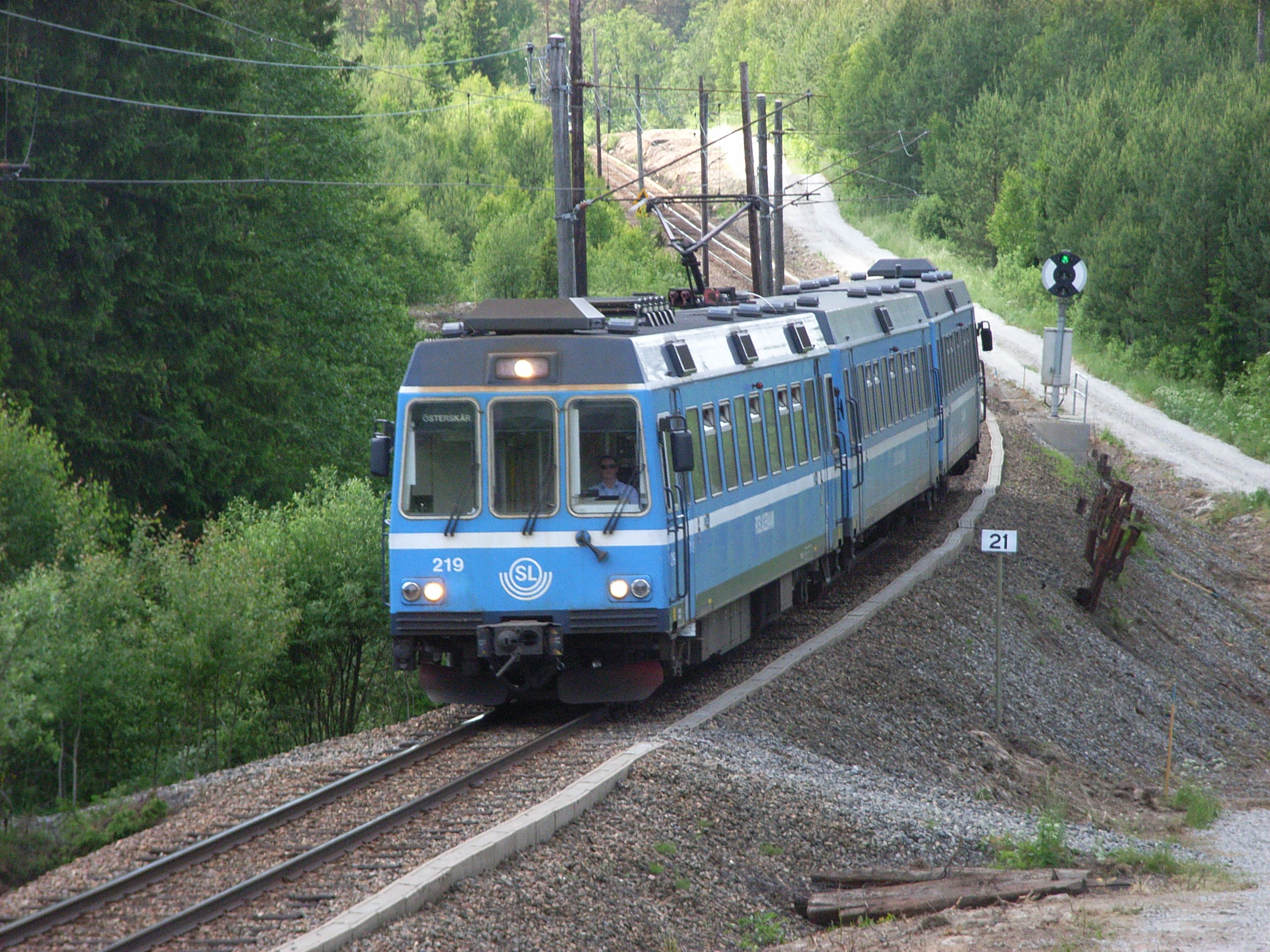
X10p-trein van de Roslagsbanan, nabij Rydbo.

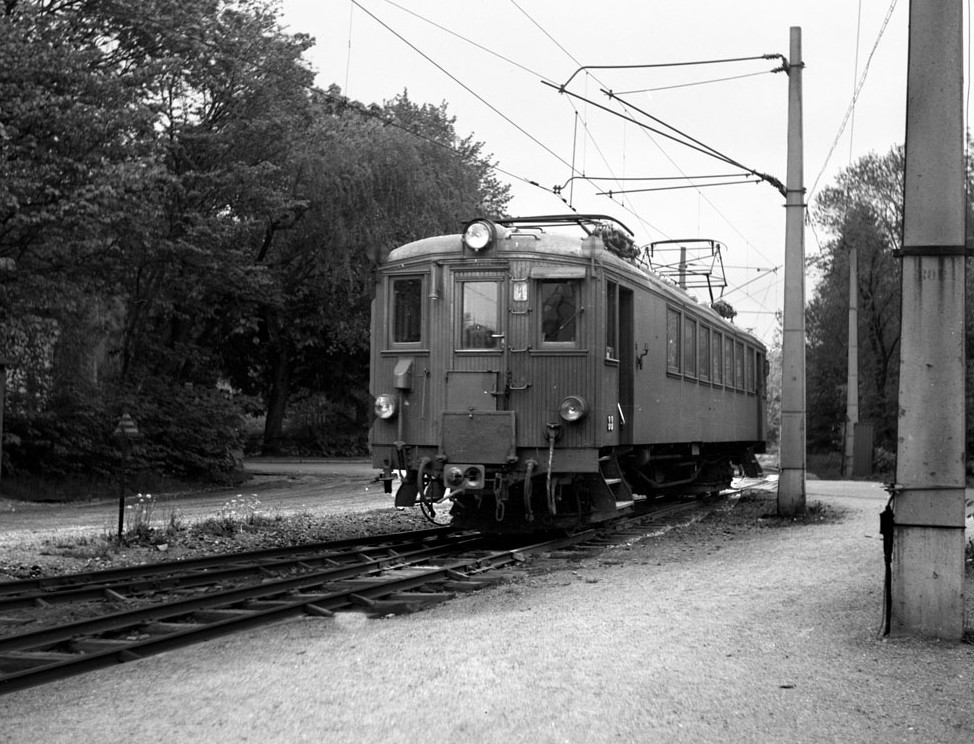
Elektrische motorwagen op het baanvak Stocksund – Långängstorp; in 1965.

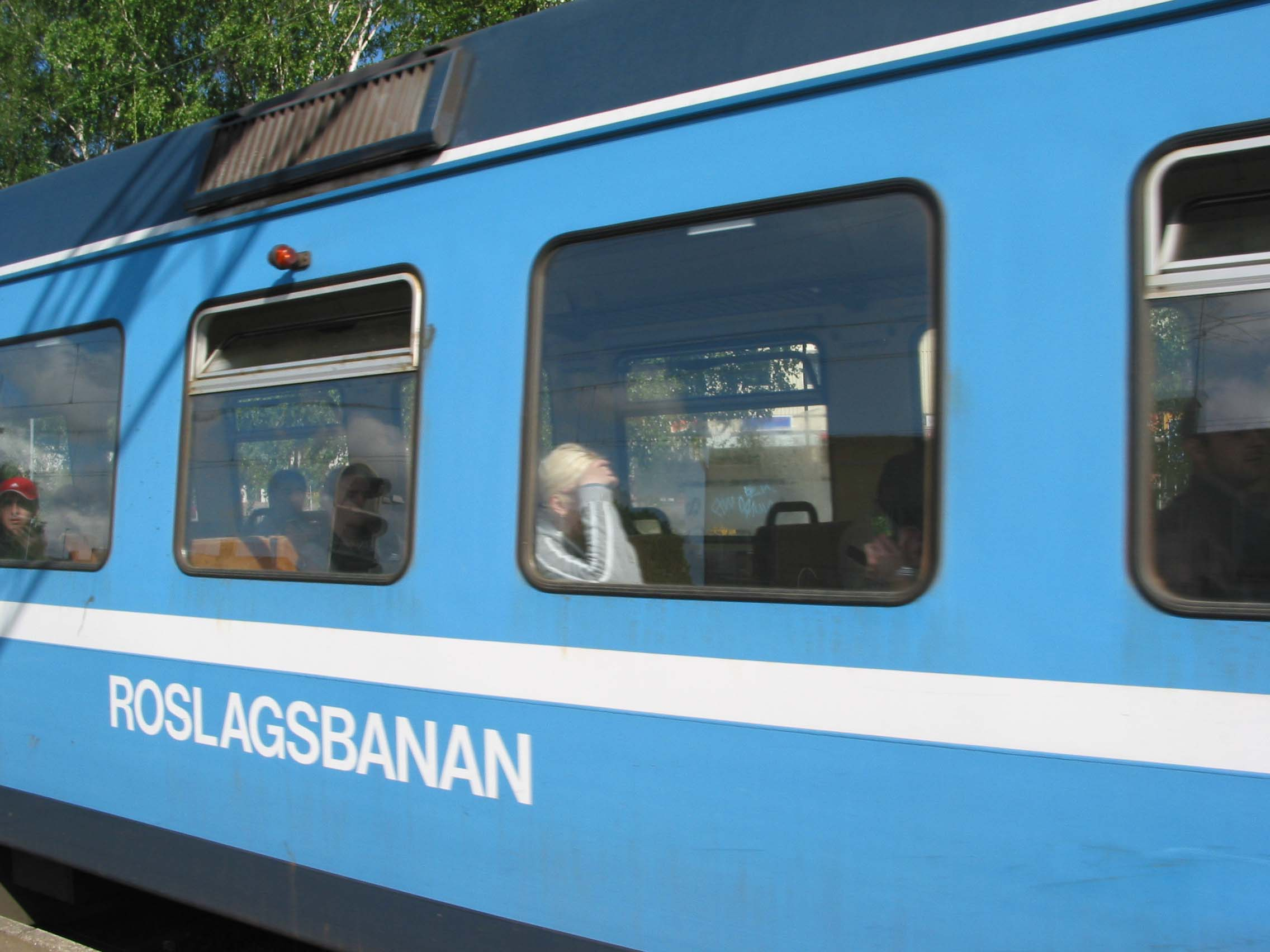
Motorwagen van de Roslagsbanan

De smalsporige spoorlijn Roslagsbanan met een spoorwijdte van 891 mm verbindt de noordoostlijke voorsteden van Stockholm met de Zweedse hoofdstad. De Naam is afgeleid van de Regio Roslagen, waar meerdere stations liggen.

## Geschiedenis
Op 1 augustus 1883 werd met de bouw begonnen. De spoorwijdte bedraagt drie Zweedse voet. Hier werd op de reeds bestaande spoorlijn Uppsala - Norrtälje aansluiting gezocht, om omsporen van de voertuigen in het noordelijke station van de Roslagsbanan Rimbo te vermijden. Het baanvak Stockholm – Rimbo werd op 17 december 1885, in aanwezigheid van koning Oscar II, in gebruik genomen met een maximumsnelheid van 25 km/h. De oorspronkelijke naam was Stockholm-Rimbo Järnväg (SRJ). Zij wordt tegenwoordig Roslagsbanan genoemd en is slechts tot Kårsta in bedrijf. Op 15 mei 1895 startte de spoorlijn het elektrische bedrijf. Omdat de stedelijke elektriciteitscentrale niet de benodigde capaciteit had, moest de spoorwegmaatschappij daarom een eigen centrale installeren. In 1949 was het lijnennet compleet geëlektrificeerd.
In 1905 kocht de SRJ de maatschappij 'Lenna-Norrtelje järnvägar' en in 1908 werd de 'Upsala-Lenna järnvägar' verworven. Vanaf 1 januari 1909 werden de drie spoorwegmaatschappijen door de gemeenschappelijke Stockholm-Roslagens järnvägar geëxploiteerd, die op 1 oktober 1921 ook de spoorlijn Faringe – Gimo in bedrijf nam. In 1912 werd ook de reeds bestaande maatschappij Rimbo-Sunds Järnväg (baanvak Rimbo – Hallstavik) overgenomen.
Op 1 juli 1951 werden de maatschappijen genationaliseerd; alle aandelen gingen over in het bezit van de Zweedse Staatsspoorwegen. Op 1 juli 1959 werden de maatschappijen opgeheven en gingen als bedrijfseenheid 39 op in de Zweedse Staatsspoorwegen. Op 1 mei 1972 werden de lijnen zuidelijk van Rimbo door Storstockholms Lokaltrafik overgenomen, het personenverkeer op de overige lijnen was toen al stilgelegd.
Naast de genoemde spoorlijnen waren er verdere zijlijnen. De lijn Stocksund – Långängstorp werd op 15 oktober 1911 in bedrijf genomen. Omdat de vergunning van de gemeente voor een tramlijn verstrekt was, werd de lijn normaalsporig gebouwd, de maximumsnelheid was 25 km/h. In 1934 werd deze lijn echter omgebouwd op de spoorwijdte van 891 mm. De zijlijn Djursholms Ösby – Framnäsviken ging op 20 december 1890 in bedrijf, de verlenging tot Svalnäs op 1 mei 1912.
De lijngrafiek rechts toont het lijnennet in Roslagen op de maximale omvang. De aanduiding Roslagsbanan werd oorspronkelijk op het gehele netwerk van de Stockholm-Roslagens Järnvägar gebruikt; tegenwoordig bedoelt men daarmee het baanvak zuidelijk van Kårsta.

## Infrastructuur
De Roslagsbanan bestaat tegenwoordig uit drie spoorlijnen, die alle op het station Stockholms östra (Stockholm Oost) beginnen. Eigenaar is AB Storstockholms Lokaltrafik. De lijn is over de hele lengte geëlektrificeerd (bedrijf met 1500 volt gelijkstroom) en uitgerust met het treinbeïnvloedingssysteem Automatic Train Control. De Roslagsbanan wordt tegenwoordig uitgebouwd en gemoderniseerd; in de herfst van 2014 zullen de baanvakken Visinge – Täby kyrkby, Kragstalund – Vallentuna en Rydbo – Åkers Runö dubbelsporig bedrijf hebben. De dubbelsporige uitbouw van verdere baanvakken is in voorbereiding.
Als belangrijkste aanvulling was de nieuwbouw van een zijlijn van Vallentuna naar de luchthaven Arlanda gepland, die de reisduur met het openbaar vervoer drastisch moest verkorten en de emissie van broeikasgassen verminderen. De bouw van deze zijlijn is echter vanwege onvoldoende rendabiliteit onwaarschijnlijk geworden.
| lijn   | baanvak                      | lengte  | stations |
| ------ | ---------------------------- | ------- | -------- |
| L27    | Stockholms östra – Kårsta    | 41,5 km | 22       |
| L28    | Stockholms östra – Österskär | 29,5 km | 19       |
| L29    | Stockholms östra – Näsbypark | 11,5 km | 11       |
| totaal | 65,0 km                      | 38      |          |

## Rollend materieel
De motorwagens van het type X10p werden tussen 1988 en 1995 gebouwd en zijn voor een maximumsnelheid van 80 km/h toegelaten. De treinen worden tegenwoordig gemoderniseerd en ook verbouwd, de bestemmingsaanduiding wordt verbouwd met elektronische lichtdioden. De levensduur van de treinen zal zo tot na 2025 worden verlengd.
In 2016 raakte bekend dat de raad van de Stockholms län Stadler heeft gekozen als preferred bidder voor de levering van 22 nieuwe elektrische treinstellen van het type X15p die een maximumsnelheid van 100 km/h kunnen halen. Op 24 april 2017 is de beroepstermijn verstreken. De levering is voorzien vanaf 2020 met indienstneming vanaf 2021. Er loopt een optie voor 45 bijkomende drieledige treinen.
Een curiosum in de geschiedenis is de elektrische locomotief met de bijnaam Hitler. Het betreft locomotief nr. 53, die in 1942 bij Siemens in Berlijn besteld was. De laatste onderdelen kwamen aan het einde van de Tweede Wereldoorlog aan, zodat de locomotief pas in 1947 in dienst gesteld kon worden. Zij maakte zich al spoedig ongeliefd bij het personeel. Zeer sterke trillingen maakten het rijden onaangenaam en vermoeiend, en de zijramen waren zo smal, dat het rangeren duidelijk bemoeilijkt werd als de bestuurder niet extreem slank was. Bovendien was de locomotief zeer storingsgevoelig en onbetrouwbaar. Vele verbouwingen en aanpassingen waren noodzakelijk om haar in bedrijf te houden. Deze oorzaken verklaren mogelijkerwijze de spotnaam. Op 17 november 1971 botste de locomotief tegen een vrachtauto, waardoor zij onherstelbaar beschadigd werd. „Vele collega's waren mij daarvoor dankbaar“, gaf de locbestuurder Birger Ekberg als commentaar op dit voorval.

## Bedrijf
In Stockholms östra is een directe overstap mogelijk op de rode lijn van de T-Bana (Station Tekniska Högskolan) en op talrijke buslijnen, onder andere naar Vaxholm en Norrtälje. De exploitatie wordt sinds januari 2013 uitgevoerd door Arriva Sverige, een dochtermaatschappij van DB Arriva, die de aanbesteding heeft gewonnen. Arriva kwam in de zomer 2013 internationaal in het nieuws, toen sommige mannelijke personeelsleden in een rok gekleed gingen werken,omdat de werkgever ondanks de hoge temperaturen in de treinen geen korte broeken toeliet.
In het algemeen rijden de treinen in een 15-minutendienst, in het spitsvervoer worden sneltreinen ingezet. Per dag reizen gemiddeld 38.000 personen met de Roslagsbanan. Het vervoer ligt op 2,5 miljoen treinkilometer per jaar.
De baanvakken Dannemora – Hargshamn en Uppsala – Faringe zijn nog in bedrijf. Het baanvak Dannemora – Hargshamn is op normaalspoor verbouwd en wordt alleen voor goederenverkeer gebruikt. Uppsala – Faringe is tegenwoordig een museumspoorlijn.